# Świadek oskarżenia
Świadek oskarżenia (ang. The Hound of Death) – zbiór dwunastu opowiadań o tematyce paranormalnej Agathy Christie z 1933 roku. Poruszane są sprawy takie jak obłąkanie, kilka osobowości, zdolności medialne, duchy i zjawy, itp.

## Wydanie brytyjskie a wydanie polskie
Brytyjskie wydanie książki nosi tytuł opowiadania otwierającego tamtejszy zbiór – The Hound of Death (pol. „Ogar śmierci”). W wydaniu polskim tytułowym i pierwszym utworem na liście jest „Świadek oskarżenia” (ang. The Witness for the Prosecution), występujący w oryginale jako siódmy (kolejność pozostałych utworów została zachowana).
Opublikowany w Stanach Zjednoczonych w 1948 roku The Witness for the Prosecution and Other Stories, który może być błędnie uznany za podstawę polskiego „Świadka oskarżenia”, zawiera tylko 6 utworów znajdujących się w The Hound of Death.

## Spis utworów
- Świadek oskarżenia (tytuł oryginału: The Witness for the Prosecution)
- Ogar śmierci (The Hound of Death)
- Czerwony sygnał (The Red Signal)
- Ten czwarty (The Fourth Man)
- Cyganka (The Gypsy)
- Lampa (The Lamp)
- Radio (Wireless)
- Tajemnica błękitnej wazy (The Mystery of the Blue Jar)
- Dziwny przypadek sir Arthura Carmichaela (The Strange Case of Sir Arthur Carmichael)
- Zew skrzydeł (The Call of Wings)
- Ostatni seans (The Last Seance)
- SOS (SOS)

Siedem utworów (Czerwony sygnał, Ten czwarty, Radio, Świadek oskarżenia, Tajemnica błękitnej wazy, Ostatni seans, SOS) ukazało się wcześniej, w latach 1924-27, na łamach brytyjskich i amerykańskich czasopism.

## Opis fabuły

### Świadek oskarżenia
Klient pana Mayherne – Leonard Vole – zostaje oskarżony o zabójstwo. Twierdzi jednak, że alibi zapewni mu wierna i bardzo oddana żona. Pani Vole mówi jednak coś innego.

### Ogar śmierci
Bohater opowiadania natyka się podczas pobytu u siostry na zakonnicę – siostrę Marię Angelique, która podejrzewana jest o obłąkanie i wywoływanie różnych nienaturalnych zjawisk. Podczas jednego z nich na ścianie pojawia się znak psa, który ludzie nazywają Ogarem śmierci. Sprawa staje się jeszcze dziwniejsza, kiedy w ruinach staje dom doktora, który zajmował się zakonnicą, a pozostałości domu układają się w dziwny znak... jakby psią głowę...

### Czerwony sygnał
Kilku dobrych znajomych dyskutuje na temat podświadomych ostrzeżeń – czerwonych sygnałów. Jeden z nich opowiada historię, o obozie, w którym taki właśnie sygnał uchronił go od śmierci. Zaproszona zostaje kobieta ze zdolnościami medialnymi. Seans jest bardzo udany, jednak nagle kobieta innym głosem mówi: nie wracaj do domu, i dodaje, że skierowane to jest do mężczyzny. Nikt nie bierze tego na poważnie, ale tego samego dnia w swoim salonie ginie pan West...

### Ten czwarty
Trójka znajomych, którzy spotkali się w pociągu, rozmawia o niejakiej Felice, która miała kilka osobowości. Felice 1 była niezdarna, leniwa i głupia, natomiast np. Felice 2 świetnie grała na fortepianie i mówiła biegle kilkoma językami. Nagle odzywa się nieznajomy człowiek, który siedzi w tym samym przedziale i opowiada historię... historię o niejakiej Felice...

### Cyganka
Pewien mężczyzna opowiada swojemu przyjacielowi, dlaczego nie lubi cyganów. Okazało się, że wszędzie spotyka tajemniczą cygankę w czerwonej chuście, która okazuje się matką jego ukochanej... Cyganka co chwila ostrzega go przed nowymi niebezpieczeństwami i ratuje mu tym życie...

### Lampa
Pewna kobieta razem z ojcem i synkiem – Geoffreyem – zamieszkują w domu, w którym podobno straszy duch chłopca. Po niecałym dniu od wprowadzenia się siedzą w trójkę w salonie i słyszą wyraźnie kroki na schodach... stuk, stuk, stuk, tup, tup, tup...
Następnego dnia Geoffrey pyta mamy, czy może pobawić się z chłopcem, który mieszka na strychu...

### Radio
Zamożna pani kupuje sobie radio. Jej siostrzeniec nastawia je na fale ze spokojną, kojącą muzykę i wychodzi. Po jakimś czasie muzyka milknie i z odbiornika wypływa głos dawnego męża damy – Patricka, który zginął kilka lat temu. W dodatku głos oznajmia, że przyjdzie niebawem po żonę...

### Tajemnica błękitnej wazy
Grający na polu golfowym mężczyzna, codziennie o tej samej porze słyszy krzyk: "Ratunku! Morderstwo!". Jednak po wielu poszukiwaniach nie znajduje źródła dźwięku. Razem z przyjacielem postanawiają odkryć historię, która odbyła się w stojącym nieopodal domku.

### Dziwny przypadek sir Arthura Carmichaela
Bohater – lekarz psychiatra – przyjeżdża do pewnego domu, gdzie mieszka obłąkany mężczyzna. Na początku jest pewien, że zawiniło uderzenie w głowę, i pacjent szybko z tego wyjdzie, potem jednak dowiaduje się, że w domu straszy duch... kota. Jest to szary pers, którego słychać po nocach i widać niekiedy w ogródku. Po pewnym czasie kot okazuje się być dość realny, ponieważ niszczy pazurami krzesło, a także atakuje panią domu...

### Zew skrzydeł
Pewien bogacz słyszy pewnego dnia cudowną melodię, wygrywaną przez bezdomnego bez nóg. Muzyka wydaje mu się piękna, i unosi w duchowy stan euforii... Za każdym razem, kiedy muzyka cichnie, bogaczowi zaczyna bardzo ciążyć ciało i jego majątek. Pewnego razu zatrzymuje się przy kalece i pyta o nogi, na co tamten odpowiada: one były złe, i rysuje na piasku postać bożka Pana...

### Ostatni seans
Akcja dzieje się w domu panny Simone, która potrafi nawiązać kontakt ze światem zmarłych, a nawet, kosztem własnego organizmu, wywołać na krótko cielesną postać zmarłego. Seanse są jednak okropnie wyczerpujące, więc Simone godzi się na ostatni – ma wywołać ducha Amelii – zmarłej córki madam Exe, jednak następują pewne komplikacje...

### S.O.S
Młody mężczyzna – Mortimer, zatrzymuje się w nocy na pustkowiu z powodu awarii samochodu. Dostrzega jednak, że w oddali widać światła domu. Uszczęśliwiony podąża w tamtym kierunku. Zostaje przyjęty bardzo gościnnie przez rodzinę mieszkającą w domku, natychmiast gospodarz proponuje nocleg. Mortimer zgadza się. Sypialnię szykują mu dwie córki pana domu – Charlotte i Magdalen. Gdy mężczyzna wchodzi do pokoju, widzi na zakurzonej szafce trzy literki – S.O.S.